# Бурсук, Виктор Иосифович
Виктор Иосифович Бурсук (род. 9 апреля 1958) — советский и российский военно-морской деятель, вице-адмирал (2015), лауреат Государственной премии РФ, кандидат технических наук.

## Биография
Родился 9 апреля 1958 года в городе Сталино (ныне Донецк) Украинской ССР в семье врачей.
В 1975 году поступил курсантом на специальный факультет (с 1988 года факультет получил открытое наименование — факультет ядерных энергетических установок) Высшего военно-морского инженерного училища имени Ф. Э. Дзержинского. В 1980 году, после окончания училища, был направлен для прохождения службы на атомные подводные лодки Северного флота. Служил командиром реакторного отсека на АПЛ К-323 «50 лет СССР» проекта 671К «Ёрш» и К-239 «Карп» проекта 945 «Барракуда». Прошёл все ступени офицера-электромеханической боевой части (БЧ-5) подводной лодки — командир группы дивизиона движения, дивизиона движения, дивизиона живучести, командир БЧ-5.
Служил начальником электромеханической службы 7-й дивизии ПЛ.
С 2009 года — начальник технического управления Северного флота. В 2010 году капитан 1 ранга Бурсук В. И. был назначен начальником технического управления Военно-Морского флота Российской Федерации, контр-адмирал (19.02.2010).
Окончил Военно-морскую академию имени Адмирала Флота Советского Союза Кузнецова и Военную академию Генерального штаба.
4 октября 2013 года указом Президента Российской Федерации № 761 назначен начальником кораблестроения, вооружения и эксплуатации вооружения — заместителем Главнокомандующего ВМФ РФ по вооружению.
11 июня 2015 года присвоено звание вице-адмирал.
В 2019 году освобождён от должности и уволен с военной службы по достижении предельного возраста. 
Лауреат Государственной премии РФ, кандидат технических наук. Входит в состав редакционной коллегии журнала «Морской сборник».
Член советов директоров ОАО СЗ «Северная верфь» и ОАО «Северное ПКБ».

## Награды и премии
- Лауреат Государственной премии РФ[7]
- Орден «За военные заслуги»
- Орден «За морские заслуги»
- Медали

## Семья
Виктор Иосифович женат. В семье двое сыновей Антон и Сергей. Старший сын окончил медицинский институт, младший сын по окончании ВВМИУ стал военным моряком.
Брат — Евгений (род. 1961, Киев), врач.